# No te pido flores
«No Te Pido Flores» es una canción de la cantante colombiana Fanny Lu de su primer álbum de estudio Lágrimas cálidas. No te pido flores es el primer sencillo de este álbum (el primero de Fanny) que ha recibido discos de oro en países como Colombia y Ecuador.

## Información de la canción
La canción es una mezcla de sonidos tropicales con vallenato y pop, compuesta por el reconocido productor musical colombiano José Gaviria, quien definió a Fanny Lu como la única voz femenina con éxito dentro del denominado Tropipop.
La canción también fue un éxito total en Asia, Europa y Latinoamérica recibiendo certificaciones de Oro debido a la cantidad de excelentes ventas de esta canción
No te pido flores, logró rápidamente escalar las listas de popularidad musical no solo en Colombia, sino también en Venezuela, Ecuador y Perú (en estos dos últimos países la acogida de la canción ha logrado que Fanny Lu se consolide como una cantante exitosa), No te pido flores también fue escogida por TV Azteca para que se convirtiera en el tema principal de Amores Cruzados (telenovela mexicana grabada entre México y Colombia, la cual se estrenó el 17 de febrero de 2006 en horario prime time).
Dentro de los reconocimientos que ha logrado Fanny Lu con su primer sencillo No te pido flores está el móvil de oro, otorgado por Universal Music e Ideas Comcel (importante operadora celular), este reconocimiento fue dado al tema No te pido flores de Fanny Lu, por haber logrado más de 30.000 descargas en formato ringtone.

## Créditos
- Animación: Raul Angarita Arévalo
- Percusión: Richard Bravo
- Guitarras: Andrés Castro
- Bajo: Fernando Tobón
- Caja y Guacharaca: Alfredo Rosado
- Coros: José Gaviria y Catalina Rodríguez
- Invitado Especial Acordeón: John Lozano
- Invitado Especial Animación: Raul Angarita Arévalo
- Ingeniero de Mezcla: Boris Milan

## Video musical
El vídeo de No te pido flores fue grabado en la laguna de Guatavita (a 16 Kilómetros de Bogotá), esta es la misma laguna que dio origen a la leyenda de El Dorado, la cual ilusionó a muchos conquistadores.
El vídeo estuvo bajo la dirección de Mauricio Pardo, reconocido director de comerciales y vídeo clips y fueron 22 horas de trabajo continuo. En el vídeo se muestra a Fanny Lu sobre una canoa, así mismo rodeada de pétalos y con un acordeonero que la acompaña mientras ella entona el coro, según la misma Fanny Lu en declaraciones para Colombia.com, expresó que el vídeo trata de la mujer cuando está rodeada de flores pero por dentro aquellas flores están muertas porque aquel amor no funcionó, en un náufrago del amor.
Pardo, creador y productor del clip, en entrevista con MTV Latino, comentó que la inspiración del vídeoclip está basada sobre el concepto de "ser náufragos del amor" y de una "julieta ahogada por amor". En el videoclip, Fanny Lu recorre un bosque sumergido en busca de unas botellas con rosas mientras que por otro lado la vemos sumergida bajo el agua.
Este clip, uno de los primeros rodados en sistema de Alta Definición en Colombia causó gran impacto por su nivel técnico y narrativo y fue aríifice del estallido mediático de Fanny Lu en toda Latinoamérica.
El vídeo tiene una segunda versión en la que a Fanny Lu se la ve cantando por una ciudad aburrida vestida con una gabardina negra y después cuando comienza el coro de la canción la gente de saca su ropa negra y comienza a bailar el ritmo tropical de la canción; también aparece un hombre que viene a pedirle perdón a Fanny y sale una niña en bicicleta y le tira la ropa, dejándolo desnudo y Fanny se ríe de él y le da una patada.

## Posicionamiento en listas
| Tabla (2006)                   | Mejor posición |
| ------------------------------ | -------------- |
| Colombia Colombia Top 100      | 1              |
| México México Top 100          | 1              |
| Perú Perú Top 100              | 1              |
| Venezuela Venezuela Top 100    | 1              |
| Estados Unidos Hot Latin Songs | 16             |
| U.S. Billboard Tropical Songs  | 1              |

- Datos: Q7045058